# Bertheauville
Bertheauville är en kommun i departementet Seine-Maritime i regionen Normandie i norra Frankrike. Kommunen ligger i kantonen Cany-Barville som tillhör arrondissementet Dieppe. År 2022 hade Bertheauville 101 invånare.

## Befolkningsutveckling
Antalet invånare i kommunen Bertheauville
| Referens: INSEE |